# 比洛利
比洛利（Biloli），是印度马哈拉施特拉邦Nanded县的一个城镇。总人口13430（2001年）。

## 人口
该地2001年总人口13430人，其中男性6922人，女性6508人；0—6岁人口2218人，其中男1156人，女1062人；识字率56.81%，其中男性为64.68%，女性为48.45%。